# (4042) Okhotsk
(4042) Okhotsk est un astéroïde de la ceinture principale.

## Description
(4042) Okhotsk est un astéroïde de la ceinture principale. Il fut découvert le 15 janvier 1989 à Kitami par Kin Endate et Kazuro Watanabe. Il présente une orbite caractérisée par un demi-grand axe de 2,42 UA, une excentricité de 0,14 et une inclinaison de 3,5° par rapport à l'écliptique.

## Compléments